# César Zeoula
César Lolohéa Ngalo-Manuotalaha (* 29. August 1989 in Dumbéa, Neukaledonien) auch in der Schreibweise César Lolohéa Zéoula oder César Zeoula bekannt, ist ein neukaledonischer Fußballspieler auf der Position des Offensiven Mittelfelds und der Flügel. Er ist aktuell für den französischen Verein US Chauvigny und in der Neukaledonischen Nationalmannschaft aktiv.

## Karriere

### Verein
Zeoula begann seine Profikarriere 2008 beim neukaledonischen Verein AS Lito in Duéulu. Im Januar 2010 verließ er Lito und schloss sich den Erstligisten AS Le Mont-Dore in der Division d’Honneur an. Hier gewann er an der Seite von Mittelfeldstar Michel Hmaé und den Brüdern Jean-Patrick und Loïc Wakanumuné, seine erste Meisterschaft. Mit 7 Toren trug er maßgeblich zum Erfolg der Mannschaft bei. Anfang 2011 wechselte er zum Ligakonkurrenten AS Magenta, wo er sich schnell zum Leistungsträger entwickelte. Im April 2001 folgten Probetrainings bei den französischen Vereinen Stade Laval und FC Nantes. Hier hinterließ Zeoula einen guten Eindruck und wurde daraufhin im Juni von Stade Laval für die zweite Mannschaft unter Vertrag genommen. Am 21. Februar 2014 gelang ihm für Laval sein Profidebüt in der ersten Mannschaft, als er bei einer 3:4-Niederlage im Zweitligaspiel gegen den FC Istres in der 67. Minute eingewechselt wurde. In den Spielzeiten 2014/15 und 2015/16 hatte er einen Stammplatz bei Laval inne. Im Jahr 2017 wurde er für 5 Monate an US Créteil in die drittklassige Championnat National verliehen. Nach seiner Rückkehr zu Laval, verließ er den Verein 2018 und schloss sich den elsässischen Verein SC Schiltigheim in der viertklassigen Championnat National 2 an. Es folgten kurze Stationen bei FC Saint-Louis Neuweg und UA Cognac in der fünftklassigen Championnat National 3, wo er jedoch keine Erfolge feiern konnte. Im Juli 2022 wechselte Zeoula zum Verein US Chauvigny in die Region Nouvelle-Aquitaine.

### Nationalmannschaft
Zeoula gab sein Debüt für die Neukaledonische Fußballnationalmannschaft am 24. September 2008 im Rahmen des Coupe de l’Outre-Mer gegen die Auswahl von Tahiti. Hier erreichte er mit dem Team den 5. Platz des Turniers. Seinen ersten Titel gewann er mit der Nationalmannschaft bei den XIV. Pazifikspielen in Neukaledonien. Im Finale wurde die Mannschaft von den Salomonen mit 2:0 bezwungen. Er nahm an Qualifikationsspielen für die Weltmeisterschaft 2014, 2018 und 2022 teil, konnte jedoch keine nennenswerten Erfolge erzielen. Seinen bisher letzten Einsatz im Trikot der Nationalmannschaft absolvierte er am 21. März 2022 gegen die Auswahl von Papua-Neuguinea.

### Erfolge
Verein
- Neukaledonischer Meister: 2010

Nationalmannschaft
- Pazifikspiele: 2011